# ويليام الكسندر سميث (سياسي)
ويليام الكسندر سميث (بالإنجليزية: William Alexander Smith)‏ هو سياسي أمريكي، ولد في 9 يناير 1828 في مقاطعة وارين في الولايات المتحدة، وتوفي في 16 مايو 1888 في ريتشموند في الولايات المتحدة. حزبياً، نشط في الحزب الجمهوري. وقد انتخب عضو مجلس ولاية كارولاينا الشمالية وانتخب عضو مجلس النواب الأمريكي.